# Maria Wilman
Maria Wilman (* 29. April 1867 in Beaufort West; † 9. November 1957 in George, Kapprovinz) war eine südafrikanische Botanikerin und Geologin. Sie befasste sich auch mit den Felsmalereien der San.

## Leben
Wilman war die fünfte von neun Töchtern von Herbert Wilman und seiner Frau Engela Johanna Neethling. Ihr Vater war Parlamentsmitglied für Beaufort West im Parlament der Kapprovinz unter Premierminister Sir John Charles Molteno. Nach dem Abschluss des Good Hope Seminary in Kapstadt, ging Maria Wilman nach England, wo sie von 1885 bis 1888 den Tripos Geologie, Mineralogie und Chemie am Newnham College der University of Cambridge studierte. Zudem belegte sie Kurse in Botanik. Zu dieser Zeit wurden nur Zertifikate an Frauen vergeben, und erst 1931 wurde ihr der akademische Grad des Master of Arts verliehen.
Nach ihrer Rückkehr nach Südafrika war sie im South African Museum in Kapstadt tätig, zunächst ohne Gehalt, ab 1902 dann als Assistentin in der geologischen Abteilung. Wilman arbeitete mit Louis Albert Péringuey zusammen, dessen Interesse für das Volk und die Kultur der San ihr mehrere Forschungsreisen in die nördliche Kapprovinz und nach Rhodesien ermöglichte.
Wilman war eine Pionierin in der 1895 gegründeten Geological Commission of the Cape of Good Hope, der ältesten noch bestehenden, staatlichen geologischen Organisation in Afrika. Im August 1905 veröffentlichte sie die Bibliografie Catalogue of printed books, papers and maps relating to the geology and mineralogy of South Africa to December 31, 1904 in den Transactions of the South African Philosophical Society.
Von 1908 bis zu ihrer Pensionierung im Jahr 1946 war sie Gründungsdirektorin des McGregor Memorial Museum in Kimberley in der Kapprovinz, arbeitete aber noch weitere fünf Jahre in diesem Museum. Unter ihrer Leitung wurde eine bedeutende Sammlung aufgebaut, die das Museum zu einem der führenden seiner Art in Südafrika machte.
Wilman war auch Gärtnerin. Sie schuf den Museumsgarten und den Steingarten, der sich ungefähr 400 m entlang der Grenze der Kimberley Public Gardens erstreckt. Der Steingarten hatte repräsentative Exemplare von zahlreichen südafrikanischen Sukkulenten, die für Studienzwecke gesammelt wurden. Neben Sukkulenten und anderen kleinen Pflanzen beherbergte der Garten eine Vielzahl von heimischen Bäumen, Sträuchern und eine große Anzahl von Grasarten.
Wilman veröffentlichte unter anderen die Schriften The rock-engravings of Griqualand West and Bechuanaland (1945) und Preliminary check list of the flowering plants and ferns of Griqualand West (1946). Sie gab eine Reihe von Publikationen über die Bantu-Stämme Südafrikas heraus, mit Fotografien von Alfred Duggan-Cronin, dessen Sammlung von Fotografien, Werkzeugen u. a. m. dem Museum vermacht wurde.
Wilman sammelte etwa 7000 Herbarbelege hauptsächlich in Griqualand West aber auch im Oranje-Freistaat. Ihre Exemplare befinden sich in den Kirstenbosch, im Bolus-Herbarium, im National Herbarium in Pretoria, im South African Museum Herbarium und im Albany Museum Herbarium.
Wilman war nie verheiratet.

## Ehrungen und Dedikationsnamen
1939 erhielt Wilman einen Ehrendoktortitel des Rechts (LL.D.) der Witwatersrand-Universität. Nach ihr sind die Arten Hereroa wilmaniae, Ruschia wilmaniae, Watsonia wilmaniae, Stapelia wilmaniae, Euphorbia wilmaniae und Eragrostis wilmaniae benannt.